# Harutaeographa bipuncta
Harutaeographa bipuncta är en fjärilsart som beskrevs av Yoshimoto 1993. Harutaeographa bipuncta ingår i släktet Harutaeographa och familjen nattflyn. Inga underarter finns listade i Catalogue of Life.